# Hierodula salomonis
Hierodula salomonis är en bönsyrseart som beskrevs av Werner 1930. Hierodula salomonis ingår i släktet Hierodula och familjen Mantidae. Inga underarter finns listade i Catalogue of Life.